# Молибдат натрия
Молибдат натрия — неорганическое соединение, соль металла натрия и молибденовой кислоты с формулой Na2MoO4, 
белые кристаллы, 
растворимые в воде, 
образует кристаллогидраты.

## Получение
- Сплавление оксида молибдена(VI) с гидроксидом или карбонатом натрия:

{\displaystyle {\mathsf {MoO_{3}+2NaOH\ {\xrightarrow {T}}\ Na_{2}MoO_{4}+H_{2}O}}}
{\displaystyle {\mathsf {MoO_{3}+Na_{2}CO_{3}\ {\xrightarrow {T}}\ Na_{2}MoO_{4}+CO_{2}}}}
- Реакцией фторида молибдена VI и щелочи:

{\displaystyle {\mathsf {MoF_{6}+8NaOH\ {\xrightarrow {}}\ Na_{2}MoO_{4}+6NaF+4H_{2}O}}}

## Физические свойства
Молибдат натрия образует белые кристаллы 
кубической сингонии, 
пространственная группа F d3m, 
параметры ячейки a = 0,9108 нм, Z = 8.
Образует кристаллогидраты состава Na2MoO4•n H2O, где n = 2 и 10.

## Химические свойства
- Разлагается сильными кислотами:

{\displaystyle {\mathsf {Na_{2}MoO_{4}+2HNO_{3}{\xrightarrow {}}MoO_{3}+2NaNO_{3}+H_{2}O}}}
- Вступает в обменные реакции:

{\displaystyle {\mathsf {Na_{2}MoO_{4}+CuCl_{2}{\xrightarrow {}}CuMoO_{4}\downarrow +2NaCl}}}
- Реагирует с пероксидом водорода:

{\displaystyle {\mathsf {Na_{2}MoO_{4}+4H_{2}O_{2}{\xrightarrow {}}Na_{2}Mo(O_{2})_{4}+4H_{2}O}}}
- Может быть восстановлен до соединений молибдена(III) водородом в момент его выделения, образуя при этом устойчивые комплексные соединения:

{\displaystyle {\mathsf {2Na_{2}MoO_{4}+22HCl+3Zn{\xrightarrow {}}2H_{3}[MoCl_{6}]+3ZnCl_{2}+4NaCl+8H_{2}O}}}
- Может быть восстановлен до соединений молибдена(IV). К примеру, октацианомолибдат(IV) калия выделяется в виде золотисто-жёлтых пластинчатых кристаллов в результате реакции между молибдатом натрия и боргидридом натрия (или гидразином) в среде концентрированной соляной кислоты и в присутствии цианида калия:

{\displaystyle {\mathsf {4Na_{2}MoO_{4}+32KCN+NaBH_{4}+25HCl{\xrightarrow {}}4K_{4}[Mo(CN)_{8}]+H_{3}BO_{3}+13H_{2}O+16KCl+9NaCl}}}

## Применение
- В производстве пигментов и глазурей.
- В микроудобрениях.
- Ингибитор коррозии металлов.